# Oruza albigutta
Oruza albigutta là một loài bướm đêm trong họ Erebidae.